# Boulè
Pour les articles ayant des titres homophones, voir Boulay, Boullay, Boulet et Boulé.
Pour les articles homonymes, voir Boulé.

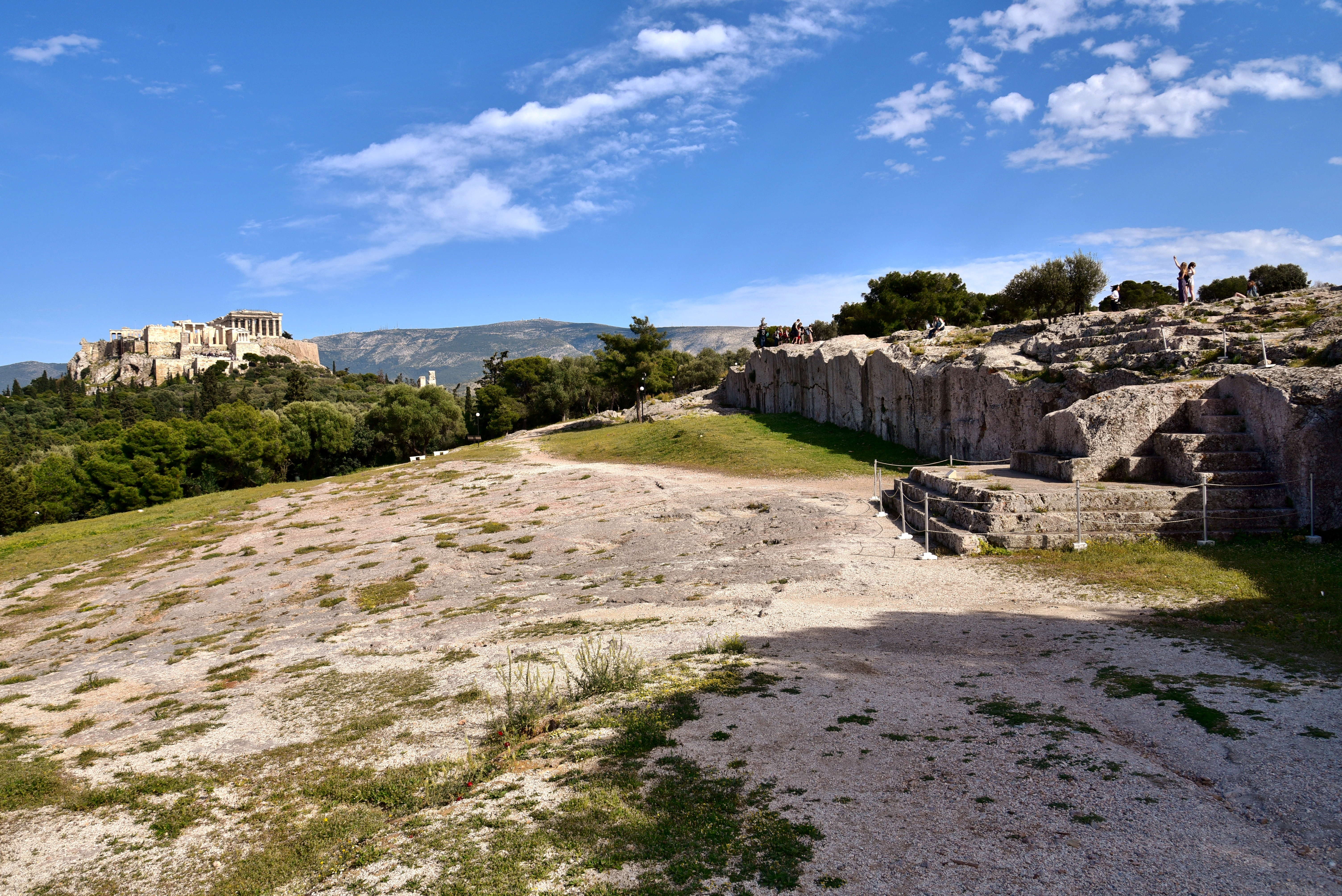
La Boulè se rassemblait sur la colline de la Pnyx, dominant Athènes.

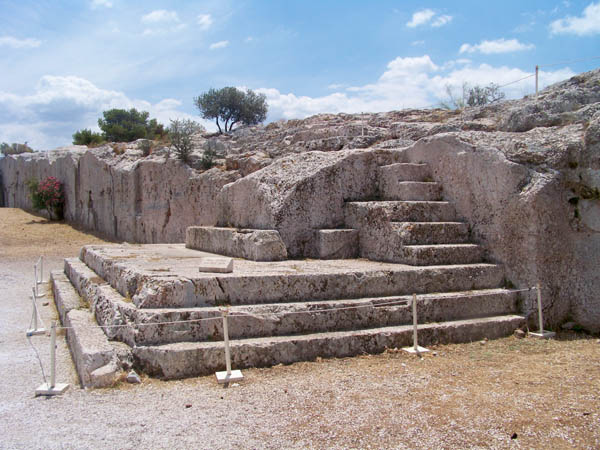
Athènes : la tribune des orateurs sur la Pnyx.

Dans les cités de la Grèce antique, la Boulè (en grec ancien : Βουλή / Boulḗ) aussi transcrit Boulê, est une assemblée restreinte de citoyens chargés des lois de la cité. Son nom a souvent été traduit par « Conseil » et, plus rarement, par « Sénat ».
Dans l'Iliade, relatant la Guerre de Troie à l'époque archaïque, la Boulè est l'assemblée des chefs grecs qui débattent, à l'appel d'Agamemnon, sur des questions de stratégie et de gouvernement. De ce type de structure de nobles conseillant un roi plus puissant, l'appellation de Boulè évolua pour désigner différentes institutions, aux pouvoirs variables, selon les régimes politiques et les époques. Ainsi dans les régimes oligarchiques la charge de bouleute était héréditaire alors que dans l'Athènes démocratique et ses émules, elle était attribuée par tirage au sort. La plupart des bouleutes sont méconnus, seule la Boulè athénienne étant décrite par des sources historiques abondantes (et notamment la Constitution d'Athènes attribuée à Aristote et à ses disciples du Lycée dont la rédaction daterait environ de 330 av. J.-C.).
L'assemblée possédait un endroit spécifique pour ses réunions : le bouleutérion.

## La Boulè d'Athènes: une institution évoluant

### Le Conseil des Quatre Cents selon la réforme de Solon
Solon en 594 av. J.-C. créa une quatrième classe censitaire, les pentacosiomédimmes. Il aurait également créé, selon la tradition, un Conseil des Quatre Cents, cent représentants par tribu, — les classes censitaires athéniennes étaient les pentacosiomédimnes, les hippeis ou chevaliers, les zeugites et les thètes —
Nous savons très peu de choses du fonctionnement et du rôle exact de ce Conseil. Plutarque dit tardivement qu'il était chargé de préparer l'ordre du jour de l'Assemblée du peuple. Son existence est même mise en doute : aucun texte antérieur à la réforme de Clisthène ne signale un pareil Conseil. En effet, la première trace de ce Conseil coïncide avec la prise de pouvoir en 411 par les oligarques qui prennent ce Conseil en référence, ce qui ne permet pas de conclure s'il s'agit d'une invention propagandiste ou d'une réalité historique.

### Le Conseil des Cinq Cents de la réforme de Clisthène
Avec la réforme de Clisthène en 507 renforçant les pouvoirs de l'ecclésia, assemblée souveraine exerçant l'essentiel du pouvoir législatif et où pouvait siéger tout citoyen, la Boulè évolua en une assemblée de 500 membres renouvelés et tirés au sort chaque année, appelée Conseil des Cinq Cents. Pour chacune des dix nouvelles tribus, 50 citoyens étaient désignés bouleutes par tirage au sort parmi des listes de volontaires dressées par dèmes. Après les réformes de Périclès, cette magistrature fut rétribuée par une indemnité appelée en grec misthos : les citoyens devant siéger à la Boulè une année entière ne pouvaient plus exercer leur métier et étaient donc rémunérés pour le temps qu'ils consacraient au service de la démocratie. Les citoyens athéniens pouvaient être au maximum deux fois bouleutes dans leur vie.
Le rôle de la Boulè était de recueillir les projets de lois des citoyens : chaque proposition de loi, ou probouleuma (en grec ancien : προβούλευμα) fait l'objet d'un rapport de la Boulè, afin d'établir l'ordre du jour des séances de l'ecclésia qu'elle convoquait. Il n'y avait donc aucune concurrence entre ces deux institutions. Une présidence tournante de la Boulè, la prytanie d'une durée d'un mois athénien, était assurée par les bouleutes d'une même tribu. Le mandat de bouleute étant annuel, et l'année athénienne comportant 10 mois, tout bouleute devient prytane une fois.
Par le biais de l'alternance des prytanes, ce calendrier politique permet certes une circulation du pouvoir dans l'ensemble du corps civique mais surtout, assure la permanence de l'État.
Parmi les prytanes, on tirait au sort quotidiennement un « Président du Conseil », l'épistate. Il était responsable du bon déroulement des séances de la Boulè et de l'ecclésia. En cas de promulgation ou de discussion d'un décret contraire aux lois de la cité sous sa courte présidence, il pouvait être passible de lourdes sanctions par la procédure de la graphè paranomon, en grec ancien, γραφή παρανομῶν, une action en illégalité ou mise en accusation d'une loi. (Voir ci-dessous).
Dans la pratique, des probouleumata étaient en permanence pris en note par les bouleutes qui transmettaient ensuite un rapport aux prytanes en exercice. Ceux-ci discutaient alors entre eux et avec l'ensemble des bouleutes sur l'opportunité de lever une séance de l'Ecclésia.
En outre, la Boulè était chargée de vérifier que les lois et décrets promulgués par l'ecclésia, qui sont souvent des probouleumata amendés, n'allaient pas à l'encontre des lois fondamentales de la cité. Toutefois, la Boulè n'a jamais exercé le moindre pouvoir de blocage : elle a toujours transmis aux magistrats pour exécution et affichage sur l'Agora les décrets votés par l'Assemblée. L'ecclésia resta donc toujours maîtresse de ses décisions en dernier ressort.

### Le coup d’État oligarchique de 411 av. J.-C.
En pleine guerre du Péloponnèse dans un contexte de crise de la démocratie athénienne, la révolution oligarchique des Quatre-Cents à Athènes le 9 juin 411 av. J.-C. remplace le Conseil des Cinq-Cents par le conseil des Quatre-Cents qui est chargé de choisir un corps de 5 000 citoyens auxquels est confié l'essentiel du pouvoir. Le régime des Quatre Cents ne dura que quatre mois, ils furent frappés d'atimie, celui des 5 000 citoyens, quelques mois également.

### Nouvelles attributions
Au fil des siècles, la Boulè reçut de nouvelles attributions, et notamment l'action en illégalité ou graphè paranomôn et la procédure de haute trahison ou eisangélie. Ainsi la Boulè codétenait une petite partie du pouvoir judiciaire. Ces deux procédures furent mises en place vers 460-450 av. J.-C..
- La graphè paranomon (en grec ancien γραφή παρανομῶν) : la graphè (γραφή) est l'action publique en justice par opposition à la dikè (δίκη), action en justice privée. La graphè paranomon est donc littéralement une action publique en justice pour défendre les lois. Elle se traduisait par la possibilité offerte à tout citoyen de demander l'abrogation d'un décret ou d'une loi, au moment de sa proposition et durant l'année qui suivait son adoption, s'il estimait que les lois fondamentales de la cité étaient enfreintes ou mises en danger. L'auteur de la proposition mais aussi l'épistate qui présidait l'Assemblée le jour du vote sont poursuivis et passibles de lourdes sanctions. Cette procédure judiciaire débutait sur la Pnyx mais le jugement était le fait du tribunal de l'Héliée. La graphè paranomon tentait de protéger la démocratie des excès de la majorité souveraine (système de régulation particulièrement novateur et précurseur, ce risque n'ayant été perçu dans les démocraties représentatives modernes que bien plus tard avec Tocqueville), et mettait les institutions à l'abri des démagogues et du clientélisme. En ce sens elle fait suite à l'ostracisme, disparu en 417 av. J.-C.

- L’eisangélie (ἡ εἰσαγγελία, littéralement « l'annonce ») est la dénonciation publique d'un citoyen ou d'un magistrat devant l'Ecclésia, que l'on accusait d'une action politique ou d'un délit qui portait atteinte aux intérêts de la cité, comme une corruption ou un complot. Si par son vote l'Ecclésia décidait de donner suite à l'accusation, le dossier était transmis à la Boulè qui rédigeait alors un probouleuma afin de définir précisément le délit et de proposer la sanction. L'Ecclésia décidait alors de juger d'elle-même l'affaire ; nous disposons ainsi de plaidoiries s'adressant à la foule ; elle pouvait aussi décider de porter l’affaire devant l'Héliée, auquel cas les plaidoiries s'adressaient à des juges.

La Boulè exerçait une autre grande fonction : elle était responsable de la reddition de compte des magistrats, c’est-à-dire du contrôle de leur travail à l'issue de leur mandat, et du contrôle préliminaire des nouveaux bouleutes entrant en fonction, leur dokimasie. Elle s'occupait aussi de la réception des hôtes étrangers à la Tholos.

## La gérousie
À Sparte, les fonctions habituellement dévolues à la Boulè furent remplies par la gérousie (γερουσία / gerousía) : cette assemblée comprenait 28 hommes, outre les deux rois, âgés de plus de 60 ans, c'est-à-dire dégagés de toute obligation militaire, et élus à vie par acclamation à l'Assemblée. Les candidats étaient pris dans le cercle le plus étroit des privilégiés, ainsi que les arbitres chargés de déclarer qui avait soulevé les acclamations les plus nourries : la corruption était au cœur d'une élection de ce genre, sévèrement condamnée par Aristote.
La gérousie a rempli les fonctions consultatives habituelles d'une boulè, notamment la supervision des lois. En plus de cela, elle jugeait les affaires criminelles les plus importantes, ce qui correspond plutôt aux prérogatives de l'Aréopage si l'on continue la comparaison avec le régime athénien, et elle a peut-être joué un rôle diplomatique.